# Ida Brunelli Lenti
Ida Brunelli, coniugata Lenti (Monselice, 3 maggio 1920 – Torino, 2008), è stata una giusta tra le nazioni italiana che, durante il secondo conflitto mondiale, nascose tre bambini ebrei in un istituto cattolico per salvarli dalla deportazione durante l'Olocausto.

## Biografia
Ida Brunelli lavorava come baby sitter  presso una famiglia ebraica ungherese, composta dai genitori Kálmán Tóth e Yuzzi Galambos e dalle figlie Fiorenza e Lisetta. Un terzo figlio, Alessandro, nacque il 9 giugno 1935. Dopo l'emanazione delle leggi razziali fasciste nel 1938, Kálmán fece un viaggio in Ungheria, dove aveva intenzione di tornare ad abitare con la famiglia, ma una volta lì venne costretto ad arruolarsi nell'esercito ungherese. Ricoverato in ospedale per motivi di salute, morì nel 1942. La moglie Yuzzi, che nel frattempo si era trasferita con i figli a Castiglion Fiorentino, le venne una malattia al cuore e, dopo aver fatto promettere a Ida di occuparsi dei suoi figli, morì nel gennaio 1944. Il mese successivo, Ida portò i bambini presso la madre Maddalena a Monselice, come nascondiglio temporaneo, poi li trasferì in un istituto cattolico, l'Orfanotrofio Sant’Antonio dei Frati del Santo di Padova, a Noventa Padovana, grazie all'aiuto del podestà di Monselice, Bruno Barbieri, e di altre personalità del paese, come l’insegnante Silvia Vincenzina Turolla, il parroco don Aldo Pesavento, il dottor Marcello Minorello e l’arciprete monsignor Luigi Gnata. Ida rimase in stretto contatto con i bambini, andandoli a trovare ogni domenica. Subito dopo la Liberazione si mise in contatto con la Brigata Ebraica, la quale stava cercando informazioni sui bambini ebrei rimasti orfani, poi accompagnò personalmente i bambini fino al loro imbarco sulla nave Meteora, in partenza da Napoli alla volta della Palestina. In seguito si sposò con Gino Lenti, operaio torinese della FIAT, ma non ebbe figli. Per il suo gesto di solidarietà e altruismo, il 24 febbraio 1993 Ida Brunelli in Lenti fu insignita del riconoscimento di giusta tra le nazioni dall'istituto Yad Vashem di Gerusalemme. Morì a Torino nel 2008.